# 双河镇 (六安市)
双河镇，是中华人民共和国安徽省六安市金安区下辖的一个乡镇级行政单位。

## 行政区划
双河镇下辖以下地区：
街道社区、河北村、友爱村、草堰村、春光村、晁仓房村、许楼村、墩子湾村、莲花堰村、六岭村、九十铺村、孙岗村、邬桥村、雨淋岗村、祁塘村、百洋铺村、曙光村、枣林村、高峰村、新塘村和谢郢村。